# Zangaltica
Zangaltica là một chi bọ cánh cứng trong họ Chrysomelidae.
Chi này được miêu tả khoa học năm 1988 bởi Chen & Wang.

## Các loài
Chi này gồm các loài:
- Zangaltica multicostata Chen & Wang, 1988